# Nekoite
La nekoite è un minerale.